# 16. november
16. november er dag 320 i året i den gregorianske kalender (dag 321 i skudår). Der er 45 dage tilbage af året.
Dagens navn er Othenius.

### Begivenheder
Født - Dødsfald
- 1544 - Herluf Trolle og Birgitte Gøye fejrer bryllup - da deres ægteskab bliver barnløst, testamenterer de deres besiddelser til stiftelsen og skolen Herlufsholm.
- 1621 - Paven bekendtgør, at januar er årets første måned. Hidtil har året begyndt med marts måned. Det er årsagen til, at september måned er den 9. måned, selv om "sept" egentlig står for "7". Tilsvarende med årets følgende måneder.
- 1632 - Under slaget ved Lützen dræbes kong Gustav 2. Adolf af Sverige.
- 1665 - London Gazette udkommer for første gang.
- 1848 - J.N. Madvig indtræder som kultusminister i A.W. Moltkes andet ministerium. Senere generationer af skolebørn husker ham dog nok mest som forfatter til bl.a. "Latinsk Sproglære".
- 1848 - For at forhindre et oprør i Rom udnævner pave Pius 9. en demokratisk regering.
- 1863 - Prins Christian - den første af den glücksburgske slægt - bestiger den danske trone under navnet Christian 9.
- 1885 - Louis Riel, som leder et oprør i Canada, bliver henrettet.
- 1869 - Der sættes punktum for 10 års byggeri, som har kostet 120.000 arbejdere livet, da den 162 km. lange Suez-kanal som forbinder Middelhavet og Rødehavet indvies.
- 1907 - Oklahoma optages som USA's 46. delstat.
- 1919 - Coca-Cola får patent på sin karakteristiske flaske.
- 1932 - Der afholdes folketingsvalg, hvorved Danmarks Kommunistiske Parti for første gang opnår repræsentation til Folketinget. Socialdemokraten Thorvald Stauning fortsætter som statsminister.
- 1940 - Bornholms Lufthavn indvies, og der starter én daglig ruteflyvning til København.
- 1989 - Fløjlsrevolutionen, der senere skal føre til det kommunistiske styres fald, starter i Tjekkoslovakiet med en studenterdemonstration i Bratislava.
- 1996 - Moder Teresa bliver gjort til æresborger i USA, som den 5. i landets historie.
- 2000 - Bill Clinton bliver den første siddende amerikanske præsident der besøger Vietnam.
- 2001 - Avisen Weekend Nu går ind efter bare 2½ måneds udgivelse. Bladet var et forsøg på at reetablere det tidligere Aktuelt.

### Født
- 42 f.Kr. - Tiberius, romersk kejser (død 37 e. Kr.).
- 1755 - Joachim Daniel Preisler, dansk skuespiller (død 1809).
- 1758 - Peter Andreas Heiberg, dansk forfatter (død 1841).
- 1791 - Olaf Rye, dansk-norsk generalmajor og krigshelt (død 1849).
- 1842 - Hannibal Sehested, dansk konsejlspræsident 1900-01 (død 1924).
- 1895 - Paul Hindemith, tysk komponist (død 1963).
- 1896 - Oswald Mosley, engelsk politiker og baron (død 1980).
- 1911 - Edward Kofler, polsk-schweizisk matematiker (død 2007).
- 1916 - Holger Melson, dansk seminarierektor (død 1994).
- 1922 - José Saramago, portugisisk forfatter (død 2010).
- 1928 - Annemette Svendsen, dansk skuespillerinde (død 2013).
- 1930 - Chinua Achebe, nigeriansk forfatter (død 2013).
- 1935 - France-Albert René, seychellisk politiker og tidligere præsident (død 2019).
- 1939 - Klaus Møller, dansk kongelig hoffotograf.
- 1939   - A.O. Andersen, dansk politiker og tidligere minister.
- 1943 - Michael Cimino, amerikansk filminstruktør.
- 1946 - Bo von Eyben, dansk professor og dr. jur.
- 1946   - Ole Olsen, dansk tidligere speedwaykører.
- 1946   - Colin Burgess, amerikansk trommeslager.
- 1946   - Wolfgang Kleff, tysk fhv. fodboldspiller.
- 1948 - Bente Eskesen, dansk skuespiller.
- 1948   - Oliver Shanti, tysk musiker.
- 1950 - John Swartzwelder, amerikansk skribent og Simpsons-forfatter.
- 1950   - Héctor Baley, argentinsk fhv. fodboldspiller.
- 1952 - Keld Albrechtsen, dansk tidligere folketingsmedlem for Enhedslisten.
- 1952   - Henrik Horstbøll, dansk historiker og forskningsbibliotekar.
- 1954 - Rumle Hammerich, dansk filminstruktør.
- 1957 - Tine Lindhardt, dansk biskop.
- 1958 - Shigeru Miyamoto, japansk computerspilkonstruktør.
- 1958   - Anne Holt, norsk forfatter.
- 1958   - Per Linderoth, dansk skuespiller.
- 1959 - Eivind Kolding, dansk erhvervsleder.
- 1960 - Frank Grevil, dansk whistleblower.
- 1961 - Frank Bruno, engelsk sværvægtsbokser.
- 1962   - Steve Bould, engelsk fhv. fodboldspiller.
- 1964 - Diana Krall, canadisk jazzmusiker.
- 1964   - Luciano Floridi, italiensk filosof.
- 1965 - Nelson Rodríguez Serna, colombiansk tidl. landevejsrytter.
- 1966 - Rikke Schubart, dansk forfatter og filmforsker.
- 1968 - Vlado Šola, kroatisk håndboldspiller.
- 1969 - Michael Døssing, dansk tidl. fodboldspiller.
- 1970 - Susanne Clemensen, dansk politiker.
- 1970 - Pernille Boye Koch, dansk jurist og tidligere politiker.
- 1971 - Aleksandr Popov, russisk svømmer.
- 1973 - Michael Nonbo, dansk fhv. fodboldspiller.
- 1974 - Paul Scholes, engelsk fodboldspiller.
- 1976 - Anders Langballe, politisk redaktør.
- 1977 - Vicki Berlin, dansk skuespiller.
- 1977 - Maggie Gyllenhaal, amerikansk skuespiller.
- 1978 - Gary Naysmith, skotsk fodboldspiller.
- 1981 - Osi Umenyiora, engelsk footballspiller.
- 1982 - Maria Cecilie Mærsk, dansk nøgenmodel og -danser.
- 1986 - Claudia Rex, dansk danseinstruktør.
- 1988 - Anna Olsson, dansk atlet.
- 1989 - Jonas Halling Frederiksen, dansk fodboldspiller.

### Dødsfald
- 1272 - Henrik 3., engelsk konge (født 1207).
- 1632 - Gustav 2. Adolf, svensk konge (født 1594).
- 1797 - Frederik Vilhelm 2., prøjsisk konge (født 1744).
- 1831 - Carl von Clausewitz, tysk generalmajor, forfatter og filosof (født 1780).
- 1918 - Johan Henrik Deuntzer, dansk politiker, konseilspræsident og minister (født 1845).
- 1960 - Clark Gable, amerikansk skuespiller (født 1901).
- 1965 - Johannes Brøndsted, dansk arkæolog og Nationalmuseumsdirektør (født 1890).
- 1981 - William Holden, amerikansk skuespiller (født 1918).
- 1984 - Edvin Tiemroth, dansk skuespiller og teaterinstruktør (født 1915).
- 2002 - Valdemar Foersom Hegndal, dansk billedhugger (født 1916).
- 2006 - Milton Friedman, amerikansk økonom og nobelprismodtager (født 1912).
- 2006   - Jurij Levada, russisk sociolog (født 1930).
- 2008 - Hilmer Hassig, musiker, producer, guitarist i Love Shop (født 1960).
- 2009 - Jesper Jensen, dansk forfatter  (født 1931).

|  | Denne datoartikel kan blive bedre, hvis der indsættes et (bedre) billede Du kan hjælpe ved at afsøge Wikimedia Commons for et passende billede eller uploade et godt billede til Wikimedia Commons iht. de tilladte licenser og indsætte det i artiklen. |